# Urra (Portalegre)
Urra es una freguesia portuguesa del concelho de Portalegre, con 129,56 km² de superficie y 1.934 habitantes (2011)	. Su densidad de población es de 14,9 hab/km².